# Facultad de Teología Pontificia y Civil de Lima
La Facultad de Teología Pontificia y Civil de Lima es una institución peruana reconocida por la legislación nacional y por la Santa Sede. Tiene sus orígenes en los estudios de teología iniciados en Lima en 1548. El Estado Peruano por Ley Nº26327, del 2 de junio de 1994, la incluye en el Sistema Universitario Peruano, manteniendo su carácter Pontificio y Civil.

## Historia
La Facultad de Teología Pontificia y Civil de Lima tiene su origen en la decisión histórica del Maestro General de la Orden de Predicadores, fray Agustín Recuperato de Favencia, de crear la Provincia de San Juan Bautista, el 4 de enero de 1540. Esta Provincia tendría como sede el Convento de Santa María del Rosario de Lima. Instruye también sobre la creación de un “estudio” (universidad) para formar lectores de Artes (filosofía) y Teología.
Los superiores de la nueva Provincia se reunieron en el Cusco el 1 de julio de 1548. Decidieron crear y poner en funcionamiento el “estudio” en la ciudad de Lima, con algunos estudiantes y catedráticos. Casi tres años después, con los estudios de Teología en desarrollo, por Cédula Real del 12 de mayo de 1551, el Rey de España creó la Pontificia Universidad de la Ciudad de los Reyes de Lima (actual Universidad Nacional Mayor de San Marcos), con todos los privilegios de la Universidad de Salamanca. Los estudios de Teología fueron incorporados a esta Universidad, sirviendo a esta de base para su existencia. Así, se constituyó la Facultad de Teología, la primera Facultad de la nueva Universidad. San Pío V la aprobó también con el breve “Exponi Nobis”, del 26 de julio de 1571. En 1574, ella tomó el nombre de Universidad de San Marcos.
Este origen histórico de los estudios teológicos otorga a la FTPCL el privilegio de ser la iniciadora de los estudios universitarios en el Perú, tanto los de pre como los de post grado. Formó parte de la hoy Universidad Nacional Mayor de San Marcos, con existencia ininterrumpida.
En sus aulas se formaron gran parte de la intelectualidad del Perú y de América. Con las reformas emprendidas, a mediados del siglo XIX, por el gobierno de la República, la Facultad pasó a funcionar en un ambiente cedido por el Seminario de Santo Toribio, bajo la jurisdicción del Arzobispado y con plena autonomía académica y administrativa, sin dejar de ser, como hasta entonces, la primera Facultad de la hoy Universidad Nacional Mayor de San Marcos.
En 1935 la Facultad de Teología se segregó de la Universidad Nacional Mayor de San Marcos con plena aquiescencia de la autoridad civil. La Congregación para la Educación Católica, por su parte, aprobó definitivamente sus nuevos Estatutos, por Decreto del 10 de diciembre de 1993. El Estado, por Ley Nº26327, del 2 de junio de 1994, la incluye en el Sistema Universitario Peruano, manteniendo su carácter pontificio y civil. Tiene los deberes y derechos de las demás Universidades del país. Por mandato del Decreto Ley Nº18009, del 25 de noviembre de 1969, conserva su nombre histórico de Facultad. Semejante privilegio por su historia y presencia en el Perú también ha sido reconocido por el Congreso de la República, por ser la entidad universitaria más antigua del Perú y de América.
La Facultad de Teología Pontificia y Civil de Lima, con la experiencia de sus más de 400 años de existencia, garantiza la solidez de la educación Católica que imparte y mantiene una formación caracterizada por el profundo respeto a los postulados de la Iglesia y sobre la base de un saludable pluralismo teológico.

## Estudios
| Pregrado | Pregrado |
| --- | -------- |
| - Educación - Teología |          |
| Maestrías |          |
| - Sagrada Teología con mención en Teología Dogmática - Educación con mención en Orientación y Tutoría - Educación con mención en Gestión de Instituciones Educativas |          |
| Doctorados |          |
| - Teología |          |

## Rankings académicos
En los últimos años se ha generalizado el uso de rankings universitarios internacionales para evaluar el desempeño de las universidades a nivel nacional y mundial; siendo estos rankings clasificaciones académicas que ubican a las instituciones de acuerdo a una metodología científica de tipo bibliométrica que incluye criterios objetivos medibles y reproducibles, tomando en cuenta por ejemplo: la reputación académica, la reputación de empleabilidad para los egresantes, la citas de investigación a sus repositorios y su impacto en la web. Del total de 92 universidades licenciadas en el Perú, la Facultad de Teología Pontificia y Civil de Lima se ha ubicado regularmente dentro del tercio inferior a nivel nacional en determinados rankings universitarios internacionales.